# Ville-Dommange
Ville-Dommange är en kommun i departementet Marne i regionen Grand Est (tidigare regionen Champagne-Ardenne) i nordöstra Frankrike. Kommunen ligger i kantonen Ville-en-Tardenois som tillhör arrondissementet Reims. År 2022 hade Ville-Dommange 405 invånare.

## Befolkningsutveckling
Antalet invånare i kommunen Ville-Dommange
| Referens: INSEE |